# Prospekt Zagorodny w Petersburgu

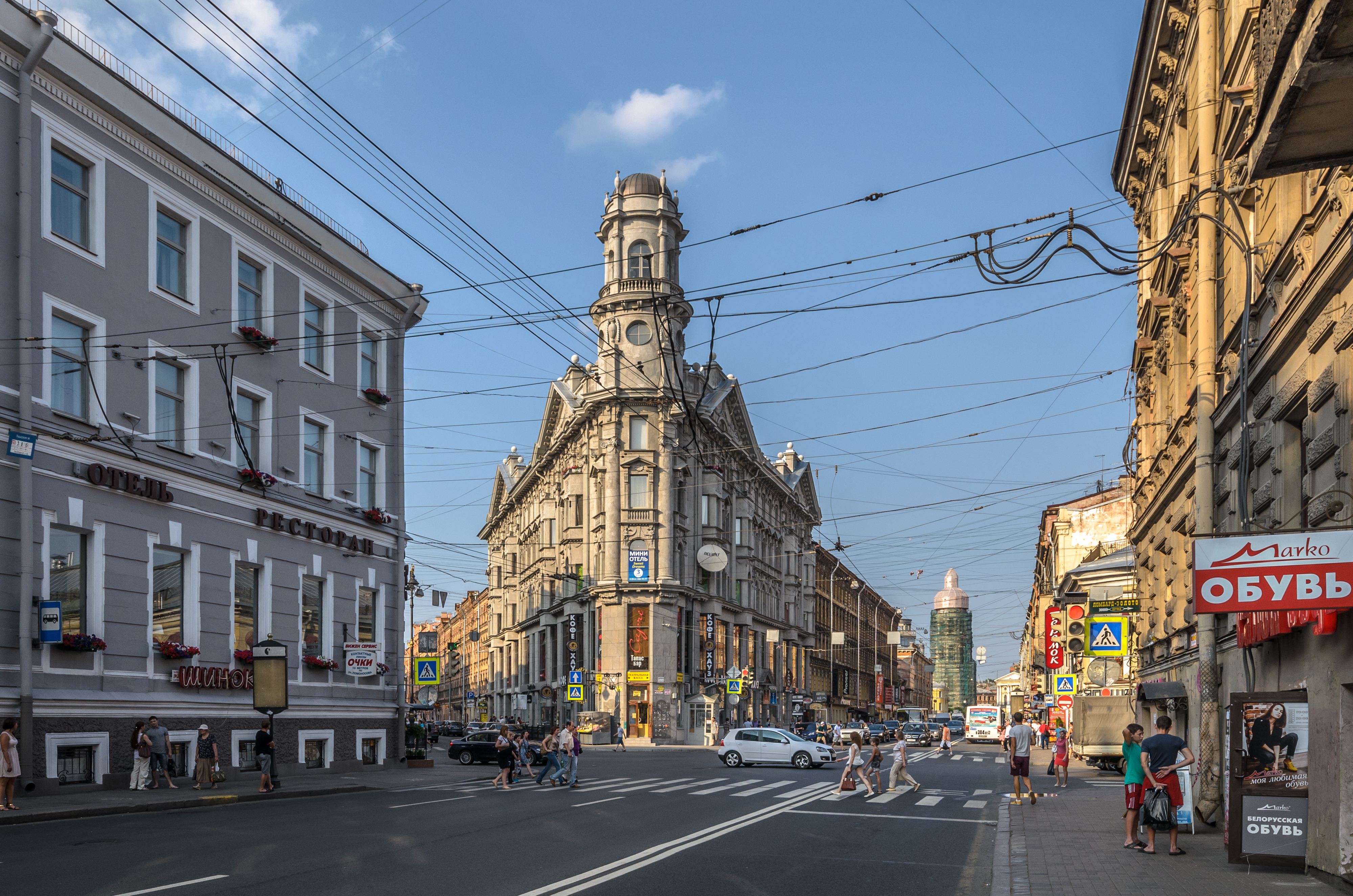

Prospekt Zagorodny (ros. Загородный проспект, Zagorodnyj prospiekt) – ulica w Petersburgu. 
Rozpoczyna swój bieg na Placu Włodzimierskim i kończy na skrzyżowaniu z Prospektem Moskiewskim.

## Historia
Ulica została wytyczona w latach 30. XVIII w. Była wówczas położona poza obrębem rozwijającego się Petersburga, stąd jej nazwa. Nazwę tę zatwierdziła w 1739 r.  Komisja ds. Budowy Petersburga. Pierwsze murowane domy mieszkalne przy ulicy zaczęto wznosić w drugiej połowie XVIII w. Pod koniec XVIII w. i na początku w. XIX na południe od prospektu wytyczono Plac Siemionowski, obszerny plac ćwiczeń dla Lejb-Gwardyjskiego Pułku Siemionowskiego, którego koszary były rozlokowane w bliskim sąsiedztwie. Plac ten, jeden z największych w Petersburgu, w latach 1906-1916 został zabudowany nowymi obiektami koszarowymi.  
W latach 1829–1831 przy prospekcie powstał kompleks Instytutu Politechnicznego, w latach 1836-1839 zbudowano Szpital Obuchowski, zaś w 1837 r. oddano do użytku budynek Dworca Carskosielskiego, następnego Witebskiego. Kolejne kamienice czynszowe powstawały przy prospekcie do lat I wojny światowej. W latach 50 i 60. XX w. na miejscu części dawnego Placu Siemionowskiego wytyczony nowy, przylegający do Prospektu Zagorodnego Plac Pionierski. 
Przy prospekcie znajdują się stacje metra Puszkinskaja (linia Kirowsko-Wyborska) oraz Zwienigorodskaja (linia Frunzeńsko-Nadmorska). 

## Znaczące obiekty[2]

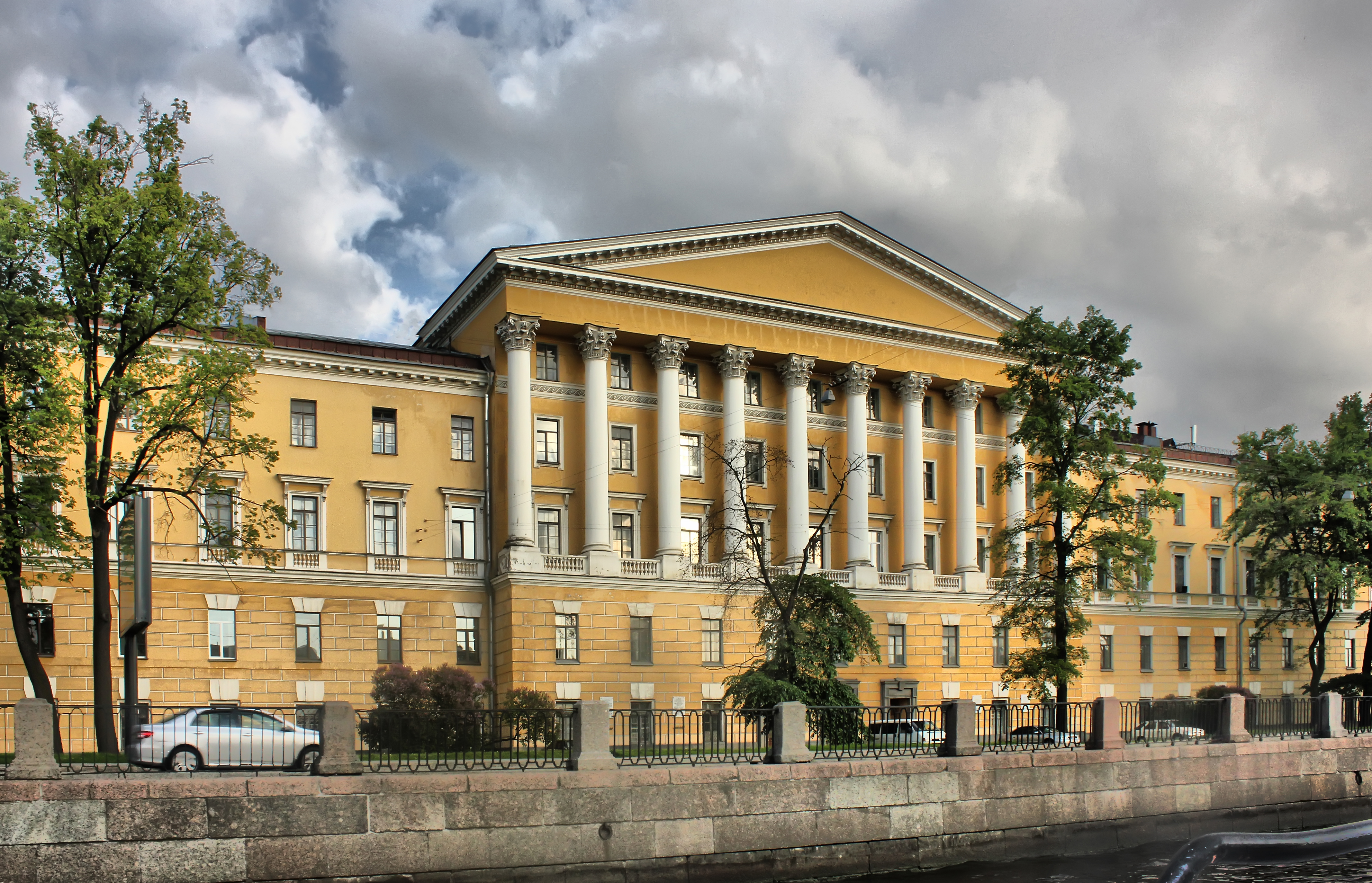
Budynek dawnego Szpitala Obuchowskiego

- kamienica z II poł. XVIII w. pod nr 8
- kamienica z 1913 r. wzniesiona według projektu A. Liszniewskiego pod nr 11
- kamienica z lat 1902-1903 wzniesiona według projektu A. i N. Bogdanowów pod nr 13
- kamienica z II poł. XVIII w. pod nr 15
- dom Kuzniecowa z lat 1914-1916 pod nr 27
- mieszkanie-muzeum Nikołaja Rimskiego-Korsakowa w kamienicy pod nr 28[6]
- kamienica z II poł. XVIII w. pod nr 32
- budynek dawnego Szpitala Obuchowskiego pod nr 47
- dawne koszary Siemionowskiego Pułku Lejbgwardii, przebudowane, pod nr 46, 48 i 50
- remiza straży pożarnej z lat 1930-1931 pod nr 56